# Juhor
Juhor (srp. Јухор) je 774 metra visoka planina između Velike Morave na istoku i Levača na zapadu, Temnića na jugu te rijeke Belica na sjeveru. Pruža se u pravcu sjever-jug. Pripada Rodopskim planinama, a najbliži joj je grad Paraćin.